# Gamma Hydri
Gamma Hydri (γ Hydri, förkortat Gamma Hyi, γ Hyi) som är stjärnans Bayerbeteckning, är en ensam stjärna belägen i den östra delen av stjärnbilden Lilla vattenormen. Den har en skenbar magnitud på 3,26 och är synlig för blotta ögat. Baserat på parallaxmätning inom Hipparcosuppdraget på ca 15,2 mas, beräknas den befinna sig på ett avstånd på ca 214 ljusår (ca 66 parsek) från solen.

## Egenskaper
Gamma Hydri är en röd jättestjärna av spektralklass M1 III och befinner sig mest sannolikt på HR-diagrammets asymptotiska jättegren. Den har en massa som är omkring lika stor som solens massa, en radie som är ca 62 gånger större än solens och utsänder från dess fotosfär ca 513 gånger mera energi än solen vid en effektiv temperatur på ca 3 500 K.
Gamma Hydri är en halvregelbunden variabel (SRB) som pulserar mellan magnituderna 3,26 och 3,33, även om tiden för variationen inte är känd exakt.